# Stazione di Garbagna
Stazione di Garbagna vasútállomás Olaszországban, Garbagna Novarese településen.

## Vasútvonalak
Az állomást az alábbi vasútvonalak érintik:
- Novara–Alessandria-vasútvonal

## Kapcsolódó állomások
A vasútállomáshoz az alábbi állomások vannak a legközelebb:
- Stazione di Novara
- Stazione di Vespolate